# Никад не плачем
Никад не плачем је деби студијски албум српског поп-фолк певача Немање Стевановића, издат 2010. године за Сити Рекордс. На албуму су између осталог радили Дамир Хандановић, Саша Ковачевић и Бане Опачић.

## Списак песама
| №  | Назив                    | Текст          | Музика                        | Трајање |  |
| 1. | Никад не плачем          | Биљана Спасић  | Дамир Хандановић              |         |  |
| 2. | Ко жар живи              | Сања Арсић     | Евангелис Тоунтас             |         |  |
| 3. | Једина                   | Никола Руменић | Саша Ковачевић Раде Ковачевић |         |  |
| 4. | Принц у твојој бајци     | Саша Лазић     | Дамир Хандановић              |         |  |
| 5. | Све моје још си          | Никола Руменић | Саша и Раде Ковачевић         |         |  |
| 6. | Далеки град              | Сања Арсић     | Ненад Близанац                |         |  |
| 7. | Неизлечиво               | Елвир Узуновић | Елвир Узуновић                |         |  |
| 8. | Немој у мене да се кунеш | Бане Опачић    | Бане Опачић                   |         |  |
| 9. | Нешто се чудесно дешава  | Драган Матић   | Владан Декић                  |         |  |